# Gerichtsorganisation in Irland
Das Gerichtssystem in der Republik Irland besteht aus dem Supreme Court (Oberster Gerichtshof), aus dem High Court (oberstes Zivil- und Strafgericht) sowie einer Reihe von untergeordneten Gerichten. Die Republik Irland besitzt ein System des bürgerlichen Rechts, und Gerichtsverfahren aufgrund von ernsten Vergehen werden i. d. R. vor einem Geschworenengericht verhandelt. Sowohl der High Court als auch der Supreme Court haben die Möglichkeit, Gesetze und andere Staatsaufgaben auf ihre Verfassungsmäßigkeit zu prüfen. Bis auf besondere Fälle müssen alle Gerichtsverfahren öffentlich verhandelt werden.

## Übergeordnete Gerichte
Der Supreme Court und der High Court wurden durch die Verfassung von Irland eingeführt. Der Supreme Court gilt dabei als die höchste Instanz der irischen Gerichtsbarkeit, in der aber i. d. R. lediglich überprüft wird, ob alle Gesetze eingehalten wurden. Die Entscheidungen und Urteile des Supreme Court sind endgültig. Der High Court hat ebenfalls die Möglichkeit, die Verfassungstexte zu interpretieren. Weiterhin werden im High Court die schwerwiegendsten Strafgerichts- und Zivilgerichtsfälle verhandelt, und es gilt als Berufungsgericht für die untergeordneten Gerichte.

## Untergeordnete Gerichte
Der Supreme Court und der High Court sind die einzigen Gerichte, die per Verfassung festgelegt sind. Die weiteren Gerichte wurden durch Gesetze eingeführt. Unterhalb dieser beiden Gerichte befinden sich noch der Circuit Court und der District Court. Der Circuit Court befasst sich mit Vergehen, die vor einer Jury verhandelt werden müssen und unterhalb der Vorgaben (z. B. Schadenshöhe) des High Court liegen. Der District Court befasst sich mit allen übrigen Fällen.
Die Verfassung nennt lediglich zwei Fälle, in denen ernsthafte Straftaten ohne Jury verhandelt werden können: Verfahren vor einem Militärgericht und spezielle Gerichte, die vom Parlament (Oireachtas) eingesetzt werden können, falls dieses es im Sinne der öffentlichen Ordnung für notwendig hält. Ein solches Gericht ist der Special Criminal Court, der Fälle in Bezug auf organisiertes Verbrechen oder terroristische Vereinigungen verhandelt.

## Einsetzung und Entlassung der Richter
Richter werden vom irischen Präsidenten aufgrund der Vorschläge (die allerdings bindend sind) des Kabinetts eingesetzt. Das Verfahren der Entlassung eines Richters von einem der beiden oberen Gerichte ist in der Verfassung festgelegt, doch wurde dieses Verfahren per Gesetz auch auf die untergeordneten Gerichte ausgedehnt. Ein Richter kann daher nur in Fällen von Amtsmissbrauch oder Unvermögen aus seinem Amt entlassen werden und wenn dies von beiden Häusern des Parlaments gemeinsam in einer Resolution beschlossen wurde. Mit einer solchen Resolution wird der Richter daraufhin vom Präsidenten entlassen. Das Gehalt eines Richters kann, solange er sich im Amt befindet, nicht gekürzt werden.

## Referendum 2013
Im Juli 2013 passierte ein Gesetzesentwurf der Regierung beide Kammern des irischen Parlamentes, mit dem ein zusätzliches Berufungsgericht geschaffen werden sollte. Dieser Court of Appeal sollte zwischen dem High Court und dem Supreme Court angesiedelt werden. Der neue Gerichtshof sollte hauptsächlich Aufgaben übernehmen, für die bisher der Supreme Court zuständig war, und deren Zunahme in den letzten Jahren zu einer starken Überlastung mit einer entsprechend langen Verfahrensdauer geführt hatten. Da es sich um eine Änderung der irischen Verfassung handelte, wurde der Gesetzesentwurf der irischen Bevölkerung zur Abstimmung vorgelegt. Als Termin für diese Volksabstimmung wurde der 4. Oktober 2013 festgelegt.
Der Court of Appeal arbeitet inzwischen. Das erste veröffentlichte Urteil stammt vom 9. November 2014.